# وانغ هونج
وانغ هونج (بالصينية: 王红) هي دراجة صينية، ولدت في 27 يناير 1997.

## وصلات خارجية
- وانغ هونج على موقع أرشيف الدراجات (الإنجليزية)
- وانغ هونج على موقع اللجنة الأولمبية الصينية (الإنجليزية)